# Jolop
Los Jolop (del ruso: Холоп) eran gente feudalmente dependientes en Rusia entre el siglo X y a comienzos del siglo XVIII. Su estatus legal era cercano a la esclavitud.

## Etimología del término
La palabra jolop aparece por primera vez en una crónica del año 986. Su etimología no está clara. Una hipótesis estima que es un cognado con las palabras eslavas para referirse a un "chico" (más específicamente, adolescente masculino, que en ruso es хлопец (jlópets), en polaco es chłopak), que es similar al uso de la palabra "mozo" como sirviente. La palabra eslava se deriva de una hipotética raíz *chol relativa al estado premarital, soltería, o incapacidad para la reproducción. Según otra hipótesis, tiene raíz germánica, la misma de la palabra inglesa help.

## Estatus deljolop.
El Rúskaya Pravda, un código legal de finales de la Rus de Kiev, detalla el estatus y tipos de jolop de aquellos tiempos.
En los siglos XI y XII, el término hacia referencia a diferentes categoría de personas dependientes y especialmente a esclavos. El amo de un jolop tenía poder ilimitado sobre su vida (podía matarlo, venderlo, o pagar deudas con él). El amo, de todos modos, era responsable de las acciones del jolop, por ejemplo si insultaba a un hombre libre o robaba. Una persona se convertía en jolop como resultado de que le hubiesen capturado, por haberse vendido uno mismo como pago de una deuda, por haber cometido algún crimen, o mediante el matrimonio con un jolop. Hasta finales del siglo XV, los jolop representaban la mayoría de los siervos que trabajaban en las tierras de los señores. Algunos jolops, sobre todo los sirvientes domésticos, ocupaban los cargos de la corte de los príncipes (incluyendo los militares) incluso le llevaban el comercio, o se ocupaban de las granjas, u otras tareas administrativas. A lo largo del siglo XVI, el papel de los jolop en la economía señorial se vio disminuida debido a la creciente importancia de la explotación social de los campesinos (ver Servidumbre en Rusia). A finales del siglo XVI, empezó a crearse el estatus de los jolop del servicio estatal (служилое холопство, sluzhíloye jolopstvo). A finales del siglo XVII, existían también jolop "encadenados" a su tierra (посаженные на землю, posázhennyie na zemlyu), que cultivaban en usufructo la tierra que se les había asignado, a cambio de un impuesto al amo.